# Mittenwalde (Mark)
Mittenwalde (Mark) is een gemeente in de Duitse deelstaat Brandenburg, gelegen in het Landkreis Dahme-Spreewald. De stad telt 9.428 inwoners.

## Geografie
Naburige steden zijn onder andere Golßen, Königs Wusterhausen en Lieberose.

## Plaatsen in de gemeente Mittenwalde
- Brusendorf
- Gallun
- Motzen
- Ragow
- Schenkendorf
- Krummensee
- Telz
- Töpchin